# US Airways Express
US Airways Express is een voormalige regionale luchtvaartmaatschappij, die onderdeel uitmaakte van de Amerikaanse luchtvaartmaatschappij US Airways.

## Luchtvaartmaatschappijen die vallen onder US Airways Express
| Luchtvaartmaatschappij | IATA | ICAO | Call Sign     |
| ---------------------- | ---- | ---- | ------------- |
| PSA Airlines           | US   | JIA  | Blue Streak   |
| Piedmont Airlines      | US   | PDT  | Piedmont      |
| Mesa Airlines          | YV   | ASH  | Air Shuttle   |
| Chautauqua Airlines    | RP   | CHQ  | Chautauqua    |
| Republic Airlines      | RW   | RPA  | Brickyard     |
| Air Wisconsin          | ZW   | AWI  | Air Wisconsin |
| Colgan Air             | 9L   | CJC  | Colgan        |
| Trans States Airlines  | AX   | LOF  | Waterski      |

## Vloot

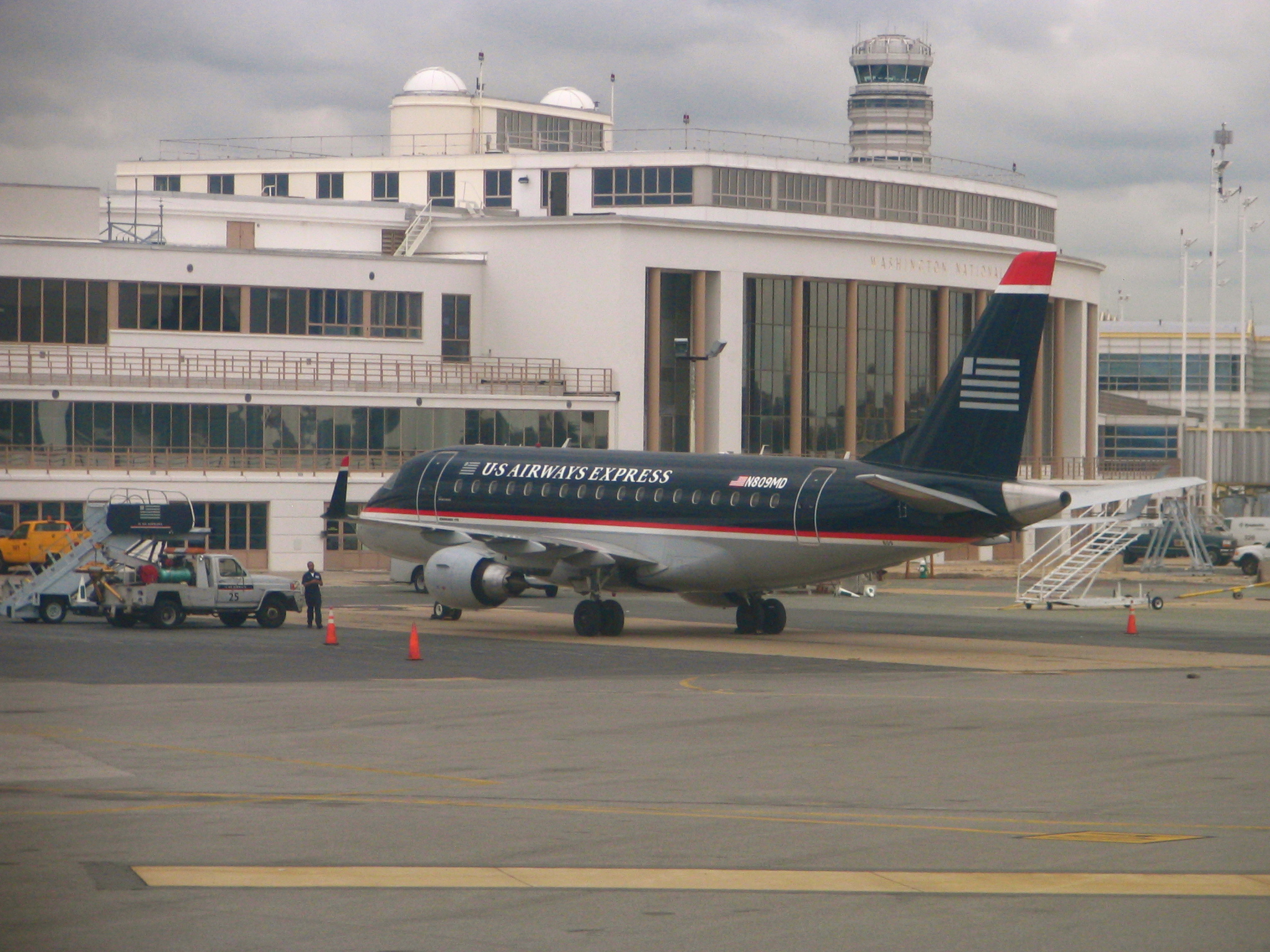
Een Embraer 170 in de vroegere levering

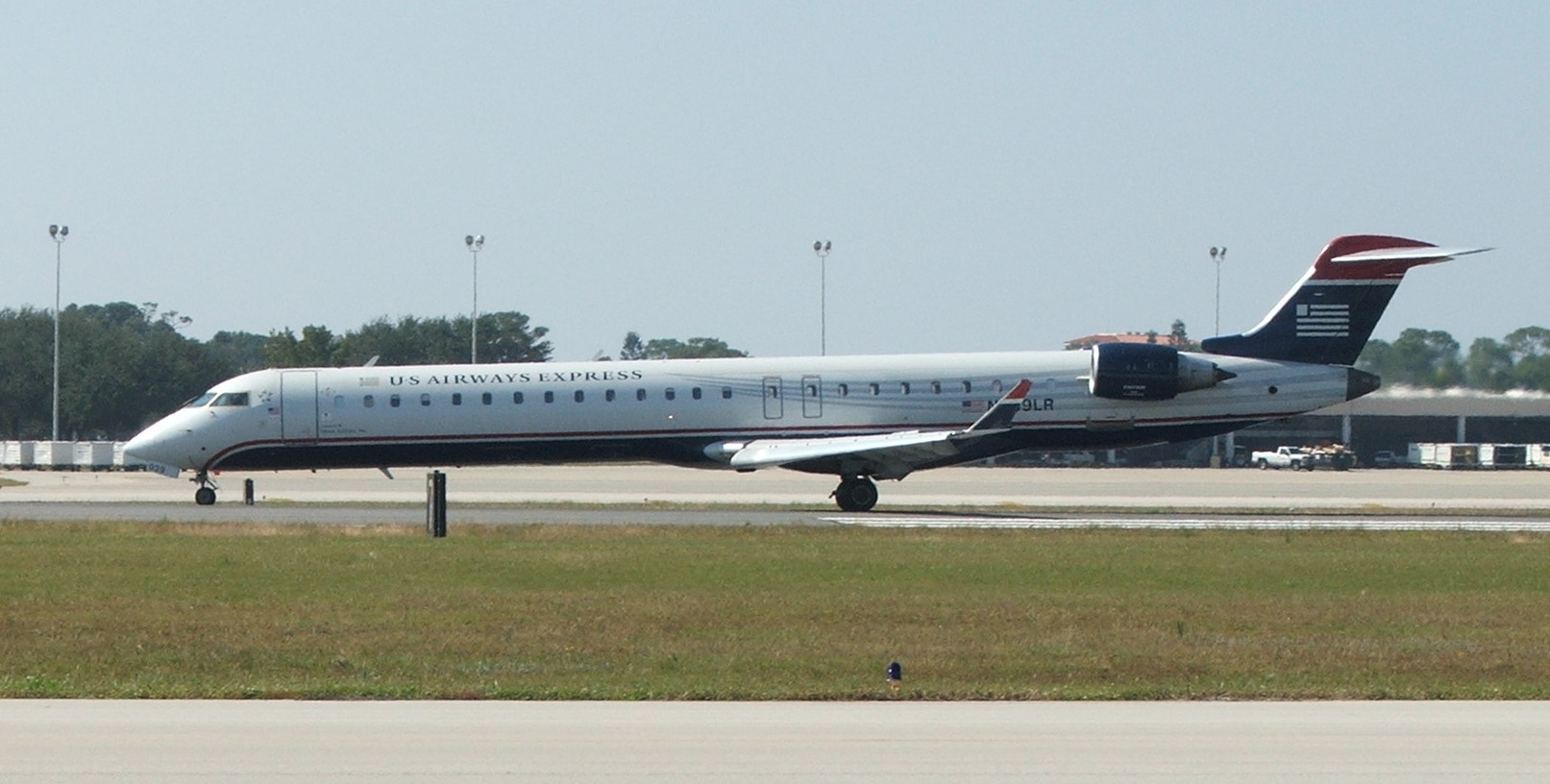
Een Mesa Airlines CRJ-900 in de huidige levering

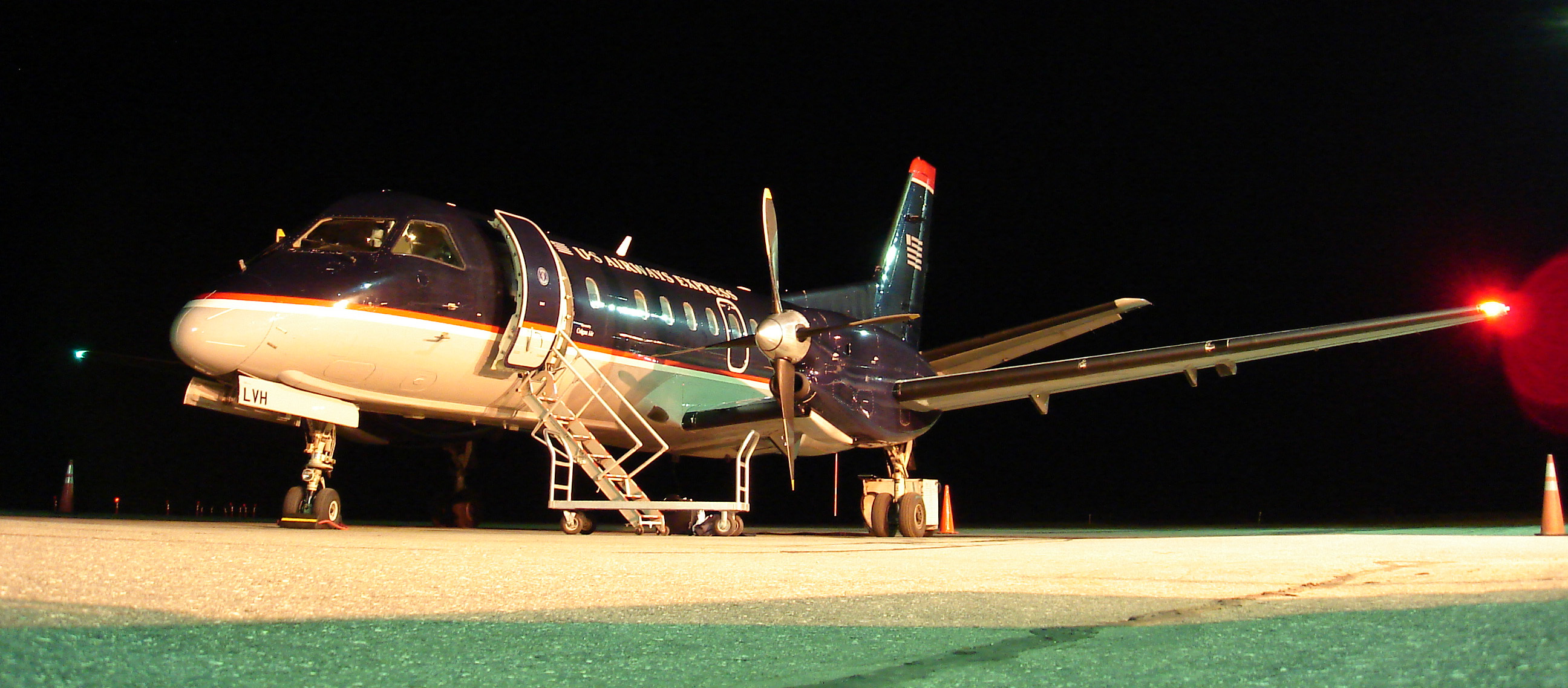
Saab 340B in de vorige US Airways Express levering

| Vliegtuig                 | Aantal Passagiers | Totaal | geëxploiteerd door                         |
| ------------------------- | ----------------- | ------ | ------------------------------------------ |
| Canadair Regional CRJ-900 | 86                | 38     | Mesa Airlines                              |
| Canadair Regional CRJ-700 | 70                | 14     | PSA Airlines                               |
| Canadair Regional CRJ-200 | 50                | 117    | Air Wisconsin, Mesa Airlines, PSA Airlines |
| DH2                       | 37                | 50     | Mesa Airlines, Piedmont Airlines           |
| DH3                       | 50                | 11     | Piedmont Airlines                          |
| ERJ 175                   | 86                | 36     | Republic Airlines                          |
| ERJ 170                   | 76                | 20     | Republic Airlines                          |
| ER4                       | 50                | 16     | Chautauqua Airlines, Trans States Airlines |
| Saab 340B                 | 34                | 16     | Colgan Air                                 |